# Scolecocampa liburna
Sâu bướm đục gỗ chết, Scolecocampa liburna, là một loài bướm đêm thuộc họ Erebidae. Nó được tìm thấy ở miền nam Wisconsin và Michigan tới miền trung New England phía nam đến Florida và Texas.
Sải cánh dài 35–43 mm. Con trưởng thành bay từ cuối tháng 5 đến cuối tháng 7 và một lần nữa vào cuối tháng 8 ở miền nam Ohio. Có nhiều thế hệ hơn ở phía nam.
Con ấu trùng đục lỗ vào nhánh và cành cây chết như hồi, chestnut, cây mại châu và các loại cây khác.

## Hình ảnh

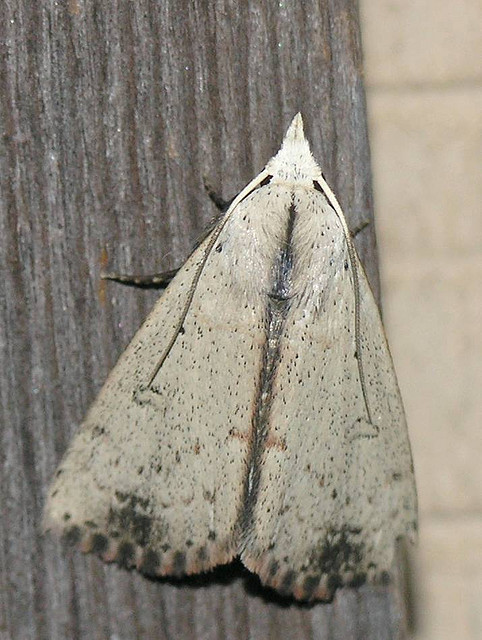